# 岩崎一郎
岩崎 一郎（いわさき いちろう、1965年5月1日 - ）は日本の工業デザイナー。
育英工業高専デザイン学科卒業後、1986年ソニーデザインセンターに勤め、1991年独立、以後フリーランスデザイナーとして活動、現在はIWASAKI DESIGN STUDIO代表も勤める。
過去にA1403K、A5405SAを手がけた縁からau（KDDI／沖縄セルラー電話）のAu design project（のちのiida）に草間彌生と共に参加、iidaのG9（SOX01）およびlotta（KYX04）、G11（SOX02）のデザインも手がけている。
グッドデザイン賞審査員、日本を代表するプロダクトデザイナー100人に選出された 。